# سلول پانت
سلول پانت (انگلیسی: Paneth cell) به سلول‌های هرمی و بلندی گفته می‌شود که در قاعده غدد لیبرکون تهی‌روده (ژژونوم) و درازروده (ایلئوم) و به ندرت آپاندیس دیده می‌شوند. سیتوپلاسم راسی آنها پر از گرانول‌های ترشحی درشت و اسیددوست می‌باشد. این سلول‌ها، پایدار بوده و به ندرت تجدید می‌شوند. چون غنی از آنزیم ضد باکتری لیزوزیم عقیده بر این است که در تنظیم باکتری‌های ساکن روده (فلور طبیعی)، دخالت دارند.